# Abschroten
Abschroten ist ein spanloses Trennverfahren aus der Schmiedetechnik.
Mit einem Schrothammer beziehungsweise dem Abschrot wird das Werkstück durchschnitten, um etwas abzutrennen. Unterschieden wird zwischen dem Warmschroten bei Schmiedetemperatur und dem Kaltschroten.
Mit der Verbreitung von modernen spanenden Trennverfahren hat das Abschroten an Bedeutung abgenommen.